# Дагестанский конный полк

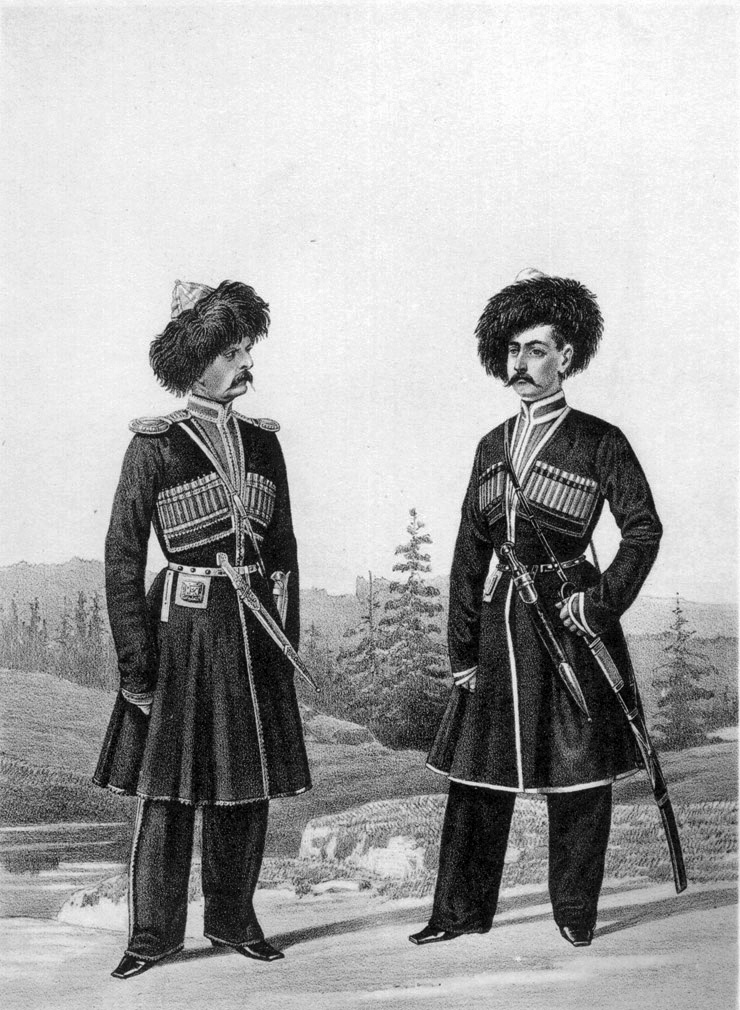
Обер-офицер и всадник Дагестанского конно-иррегулярного полка, 1851 — 1855 годов.

Карта земель Черноморского и Кавказского Линейного казачьих войск с показанием Отдельных Дагестанского Конно-Иррегулярного полка, Грузинской дружины и Анапско-Горского полуэскадрона в 1858 году.

Дагестанский конный полк — полк иррегулярной кавалерии (с 1904 года — регулярной) Русской императорской армии. С 23 августа 1914 года — 1-й Дагестанский конный полк. С 1910 года входил в состав 3-й Кавказской казачьей дивизии. 
Полковой праздник: 26 ноября — День Святого Георгия. Старшинство: 16 декабря 1851 года. 

## История
Полк ведёт начало от особой иррегулярной части — «Дагестанских всадников» (две сотни), сформированной в 1842 году. Назначение её было — состоять при командующем войсками Северного и Нагорного Дагестана.
В 1850 году число всадников было увеличено до 400 (сведённых в 4 сотни); в следующем году была сформирована 5-я сотня, а в феврале 1852 года и 6-я, причём Дагестанские всадники образовали Дагестанский конно-иррегулярный полк (6 сотен; 21 офицер и 779 нижних чинов). Положение о полку было Высочайше утверждено 16 декабря 1851 года, с какового времени полк и получил своё старшинство, хотя окончательное сформирование его произведено 1 мая 1852 года.
Со дня сформирования при Отдельном Кавказском корпусе и до окончательного замирения Кавказа (наведения порядка) Дагестанский полк принимал выдающееся участие в Кавказской войне.
Уже через месяц по сформировании полк выступил на позицию у Кутишинских высот; 23 июля того же 1852 года три сотни принимают участие в набеге на аул Кудух, а 27 июля 2-я сотня отличается в деле у Аркаса, где отбила яростные атаки горцев. Затем полк входит в состав Дагестанского отряда и несёт сторожевую службу.
В августе следующего года полк в составе того же отряда совершает «исторический и почти беспримерный» переход через Главный Кавказский хребет в Джаро-Белоканский округ, на выручку отряда князя Орбелиани, и своим появлением предотвращает разгром Кахетии Шамилем.
В 1854 году полк отличается при взятии приступом горного селения Уркарах, где двум сотням полка пришлось в пешем строю брать штурмом сакли, 8 июля — в деле у Буртуная, затем в ряде мелких стычек, набегов, передвижений; наконец, 26 октября 1855 года 5-я сотня выдерживает бой у Аркаса. Здесь сотня наткнулась на 5-тысячный отряд горцев, под началом сына Шамиля, Кази-Магомы. Благодаря неустрашимости и хладнокровию командира сотни, сотника Абдурахмана, все яростные атаки, общим числом до 10, были отбиты, по прибытии же подкрепления (рота пехоты) сотня перешла в наступление и принудила Кази-Магому отступить. Сотник Абдурахман был ранен пулей, но скрыл это. Чтобы сохранить в 5-й сотне память о блистательном деле 26 октября, командующий войсками в Прикаспийском крае князь Орбелиани подарил ей значок из белой материи с золотой бахромой и золотой надписью по обеим сторонам по-русски и арабски «Аркас. 26 октября 1855 г.».
После этого следует вновь ряд набегов, в которых полк отличает себя «чрезвычайною неутомимостью, храбростью и быстротой». 16 июня 1857 года полк выступает в составе Салатавского отряда для занятия Салатавии и храбро дерётся с горцами Шамиля. У Нового Буртуная 6 ноября полк, под командованием князя Багратиона, лихой атакой рассеял многочисленного неприятеля, во главе с Кази-Магомою; поражение его было полное и совершено исключительно одним Дагестанским полком.
В 1858 года полк участвует в новом походе в Салатавию, особо отличившись при взятии Мичикальских завалов 17 июня 1858 года. В ночь на 25 октября 1858 года 6-й сотне пришлось отличиться в деле при ущелье Зели-Кака. Дело это приобрело особую известность, между прочим, благодаря свидетельству о нём Александра Дюма-отца, поместившего описание этого боя в одном из своих сочинений («Le Caucase depuis Prométhée jusqu'à Chamyl»). Самый бой продолжался не более 5 минут, но лихой налёт сотни был так силён, что несколько человек и лошадей пали мёртвыми от одного лишь столкновения. Командующий войсками в Прикаспийском крае, барон Врангель, желая выразить 6-й сотне свою благодарность за это редкое кавалерийское дело, подарил ей значок из дорогой шёлковой материи синего цвета с такой же бахромой и с надписью по обеим сторонам по-русски и арабски: «Зели-Кака. 25 октября 1858 г.».
25 декабря того же года полку, в ознаменование особого Монаршего благоволения, было пожаловано простое знамя, без надписи.
С 23 февраля следующего года полк участвует в экспедиции в Чечню, а 23 мая вновь в походе в Салатавию. 16 июля полку пришлось совершить важную для нас переправу через реку Койсу у м. Согрытло. Здесь, под огнём мюридов, вызвавшимися охотниками полка был перекинут через реку канат, потом устроена люлька и, таким образом, удалось переправить поодиночке весь полк. Первый из переправившихся, хорунжий Тулевов, был награждён орденом Св. Георгия 4-й степени. На донесении об этом деле император Александр II написал: «Переправа точно молодецкая».
Наконец, 25 августа 1859 года полк принимает деятельное участие во взятии Гуниба.
25 декабря 1860 года Высочайше утверждено новое положение о полку, которое несколько сгладило особенности комплектования полка, хотя полк по-прежнему имел милиционный характер.
Вторую половину 1861 года полк провёл в экспедициях в Ункратль и в Аргунский округ, а 12 июля 1863 года выступил на усмирение восставших аварцев в Закатальском округе.
С 1 июня 1865 года на полк была возложена постовая служба в Дагестанской области. Высочайшим приказом 19 февраля 1868 года, в ознаменование особого Монаршего благоволения, полку пожаловано семь Георгиевских серебряных труб.
В 1870 году формирование принимает участие в Мангышлакском походе, а с 8 января 1873 года 3-я и 4-я сотни находились в Хивинском походе (в составе Мангышлакского отряда Ломакина). Высочайшим приказом 17 апреля 1875 года этим сотням полка пожалованы знаки на головные уборы с надписью «За отличие в Хивинском походе 1873 г.».
14 ноября 1876 года были утверждены штаты новых конно-иррегулярных полков второй очереди, долженствующих формироваться из Дагестанского полка. 16 ноября был сформирован 2-й Дагестанский конно-иррегулярный полк, а 2 января 1877 года — 3-й. Формирование 2-го полка закончилось 22 января 1877 года, а 3-го — 12 февраля. С 8 мая по 7 июня сформирован 4-й полк.
Коренной Дагестанский конно-иррегулярный полк в кадры новых полков выделил половину личного состава. 2-й и 3-й полки тотчас по сформировании были направлены на театр военных действий против Турции, где особенно отличился 3-й полк, получивший знаки на головные уборы и Георгиевское знамя за взятие Карса.
С началом русско-турецкой войны коренной Дагестанский полк был двинут в Салатавию на усмирение восстания горцев, а с 9 сентября того же года принимал участие в подавлении вооружённого восстания в Дагестане. Наибольшую известность получило дело у селения Леваши, где две сотни опрокинули около 6 тысяч мятежников. 20 октября другие три сотни отличились при взятии Худасара.
С началом 1878 года началось расформирование 2-го, 3-го и 4-го полков, завершившееся в конце этого года.
В 1879 года полк был отправлен в Ахал-Текинскую экспедицию, выделив кадр для сформирования 2-го Дагестанского конно-иррегулярного полка.
16 августа 1879 года полку Высочайше пожаловано Георгиевское знамя с надписью «За подавление восстания в Дагестане в 1877 г.».
21 января 1894 года Высочайше утверждено новое положение о полку, и он наименован Дагестанским конным полком. До 1894 года полк, по своему устройству и составу офицеров и нижних чинов, носил совершенно милиционный характер; с 1894 года по 1904 год полк имел характер регулярной части, близкой к казачьим полкам.
9 апреля 1904 года Высочайше утверждено новое положение о полку: он был приравнен к драгунским полкам и вошёл в число регулярной кавалерии.
В русско-японской войне полку не пришлось принять прямого участия, но части полка, как и в русско-турецкую войну, послужили кадром для формирования 2-го Дагестанского конного полка, бывшего на театре военных действий; командиром 2-го полка с 25 марта 1904 года по 24 ноября 1905 года был полковник Гусейн Хан Нахичеванский.
31 января 1904 года император Николай II повелел вызвать желающих идти на войну с Японией из кавказских горцев, не несущих воинской повинности, и из Дагестанского конного полка и из этих охотников сформировать 12 сотен по народностям, которые свести в бригаду из двух полков. 24 марта 1904 года Кавказская конная бригада была сформирована в составе 2-го Дагестанского и Терско-Кубанского конных полков; по окончании войны эта бригада была расформирована в 1906 году.
С 23 августа 1914 года полк поименован как 1-й Дагестанский конный полк, а 6 октября того же года конный полк в составе бригады 3-й Кавказской казачьей дивизии выдвинулся на Русский театр войны. В начале Первой мировой войны в составе 21-го армейского корпуса, 3-й армии, Юго-Западный фронт. В октябре 1917 года полк вернулся в Кавказский край и в 1918 году расформирован. 
Урядники Дагестанского конно-иррегулярного полка носили название векиль.

## Командиры полка
- 01.04.1852 — 28.04.1854 — майор (с 25.06.1853 подполковник) Джемарджидзев, Михаил Григорьевич
- 28.04.1854 — 11.05.1859 — майор (затем подполковник, с 1859 полковник) князь Багратион, Иван Романович
- 11.05.1859 — 17.04.1863 — подполковник (с 09.11.1861 полковник) князь Чавчавадзе, Захарий Гульбатович
- 17.04.1863 — 16.04.1872 — флигель-адъютант полковник князь Челокаев, Илья Заалович
- 05.08.1872[7] — 21.04.1879 — полковник Тер-Асатуров, Дмитрий Богданович
- 21.04.1879 — 02.10.1889 — подполковник (с 15.05.1883 полковник) князь Чавчавадзе, Арчил Гульбатович
- 19.10.1889 — 28.02.1896 — подполковник (с 06.05.1890 полковник) Кусов, Инал Тегоевич
- 05.03.1896 — 14.01.1905 — полковник Дебогорий-Мокриевич, Василий Павлович
- 14.01.1905 — 24.09.1907 — полковник Фурдуев, Александр Павлович
- 24.09.1907 — 29.04.1910[8] — полковник (с 1910 генерал-майор) князь Чавчавадзе, Александр Иосифович
- 29.04.1910 — 14.08.1913 — полковник Маргания, Малахий Кваджиевич
- 15.10.1913 — 25.01.1915 — полковник Кобиев, Михаил Андреевич
- 25.01.1915 — 10.12.1916 — полковник (с 07.05.1916 генерал-майор) Мальсагов, Сафарбек Товсолтанович
- 10.12.1916 — после 25.09.1917 — полковник Хабаев, Яков Васильевич

## Знаки отличия

### Дагестанский конный полк
- Значок из дорогой шёлковой материи синего цвета с такою же бахромою и с надписью по обеим сторонам по-русски и арабски: «Зели-Кака. 25 окт. 1858 г.», 6-й сотни полка;
- Простое знамя, без надписи, Высочайше пожаловано 25 декабря 1858 года;
- Семь Георгиевских серебряных труб, Высочайшим приказом 19 февраля 1868 года, в ознаменование особого Монаршего благоволения;
- Знаки на головные уборы с надписью «За отличие в Хивинском походе 1873 г.», 3-й и 4-й сотни полка;
- Георгиевское знамя, с надписью «За подавление восстания в Дагестане в 1877 г.»., Высочайше пожаловано 16 августа 1879 года.

### 3-й Дагестанский конно-иррегулярный полк
- Георгиевское знамя с надписью «За взятие Карса 6 ноября 1877 года»[3];
- Знаки отличия на головные уборы, с надписью: «За отличие в турецкую войну 1877—78 годов.»[3].

## Шифровка полка
Шифровка наименования полка на погонах личного состава: буквы Дг — жёлтые.

## Форма одежды
Черкеска — светло-коричневая, бешмет — белый, погоны — красные

## Известные люди, служившие в полку
- Зиятханов, Шахверди Хан Абульфат Хан оглы — российский и азербайджанский военный деятель, полковник.
- Каджар, Фейзулла Мирза — российский и азербайджанский военачальник, генерал-майор
- Костемеревский, Иван Семёнович — военный врач, писатель и журналист.
- Маркевич, Владимир Еронимович — российский и советский оружиевед, конструктор охотничьего оружия, писатель.
- Махмуд из Кахаб-Росо — кадий полка, известный алим, учёный, поэт-лирик.
- Халил-Оглы, Лабазан-Ибрагим — первый полный кавалер Георгиевского креста среди всех нехристиан Российской Империи.

## Другие формирования этого имени
- Дагестанский солдатский полк, сформирован в 1724 году из батальонов регулярных полков, участвовавших в Русско-Персидской войне 1722 — 1723 годов.
- 2-й Дагестанский конно-иррегулярный полк → 2-й Дагестанский конный полк;
- 3-й Дагестанский конно-иррегулярный полк;
- 4-й Дагестанский конно-иррегулярный полк;
- Дагестанская милиция — дата сформирования неизвестна, но не ранее 1826 года; расформирована в 1856 году. 25 декабря 1860 года снова сформирована под наименованием Дагестанская постоянная милиция (в составе 10 сотен); окончательно упразднена в 1899 году.
- 82-й пехотный Дагестанский полк — сформирован в Темир-Хан-Шуре 16 декабря 1845 года; 25 марта 1864 года получил войсковой № 82; расформирован в 1918 году.
- 1-я Дагестанская стрелковая бригада → 13-я Дагестанская стрелковая дивизия